# Sven Nilsson
Sven Nilsson (Landskrona mellett, 1787. március 8. – Lund, 1883. november 30.) svéd zoológus, természettudós.
Zoológiai szakmunkákban nevének rövidítése: „Nilsson”.

## Élete
Lundban tanult és ugyanott habilitáltatta magát 1812-ben. 1819-ben zoológiai múzeumi igazgató lett, 1821-ben megválasztották a Svéd Királyi Tudományos Akadémia tagjává. 1828-ban a stockholmi tudományos akadémia zoológiai múzeumát rendezte, és 1832-ben ismét Lundba tért vissza mint egyetemi rendes tanár és a múzeum igazgatója. 1856-ban nyugalomba vonult. Fő munkája: Ornithologia Suecica (Koppenhága, 1817-21) és Skandinavisk fauna (Lund, 1820-1855), melyekhez pótlék: Illuminerade Figurer till Skandinavens Faune (uo. 1829-40), melyet 200 színes melléklet gazdagít. Természetrajzi munkásságán kívül nagy érdemeket szerzett hazája régészetének tudományos művelésében is; idevágó fő műve: Skandinaviska Nordens Urinvånare (Christianstad és Lund, 1838-43).

## Munkái
- De variis mammalia disponendi modis (1812)
- Ornithologia suecica (1817-1821)
- Prodromus ichthyologiae scandinavicae (1832)
- Observationes ichthyologicae (1835)
- Skandinavisk fauna (1820-1853)
- Historia molluscorum Sueciae (1823)
- Petrificata suecana (1827)
- Illuminerade figurer till skandinavisk fauna (1832-1840)
- Prodromus ichthyologiae (1832)
- Skandinaviska Nordens urinvånare (1862-1866)
- Die Ureinwohner des skandinavischen Nordens (1863-1868)